# تشارلز إي. باربر
تشارلز إي. باربر (بالإنجليزية: Charles E. Barber)‏ هو نقاش أمريكي، ولد في 16 نوفمبر 1840 في لندن في المملكة المتحدة، وتوفي في 18 فبراير 1917 في فيلادلفيا في الولايات المتحدة.